# Gillespie (Illinois)
Pour les articles homonymes, voir Gillespie.
Gillespie est une ville de l'Illinois, dans le Township de Gillespie et le comté de Macoupin aux États-Unis. Ancienne ville minière, elle était sur le trajet de la première U.S. Route 66 (1926-1930).

## Histoire

### Avant Gillespie
À la fin de la dernière ère glaciaire, il y a 11 000 ans, les populations amérindiennes s'installent dans cette zone, libérée des glaces.
Les Illinois, les Miami et les Kickapous arrivent dans la région durant le deuxième millénaire, les Kickapous étant les derniers présents sur le territoire de Gillespie au XVIIe siècle. Au même moment, les Français colonisent la région des Grands Lacs, intégrée dans la colonie de Nouvelle-France.
L'avancée des colons européens dans la région et des maladies, la guerre de Sept Ans et la politique de déplacement des populations amérindiennes vont entraîner la quasi-disparition de ces peuples en quelques années.

### De l'agricole Prairie Farm à Gillespie la minière

#### Agriculture et arrivée du train
À la suite de l'achat de la Louisiane aux Français en 1803, le territoire devient américain. À partir du milieu des années 1810 et au début des années 1820, les colons s'installent sur ces vastes terres, pour les cultiver. L'Illinois devient un État fédéral durant la même période, en 1818. Le premier nom du village découle de l'activité agricole : Prairie Farm. 
En 1852 - le 31 mars - le premier bureau de poste s'installe à Prairie Farm. Le village se développe peu à peu : premier hôtel - The National Hotel - en 1854, arrivée du premier médecin - Dr Isaac Osborn - en 1855, première école construite en 1855, premier moulin en 1856.   
Prairie Farm est renommé « Gillespie » le 13 février 1854 par les représentants de la société Indianapolis and St. Louis Railroad. Le juge Joseph Gillespie (en) (1809-1885) était un élu du sénat de l'Illinois et fondateur de l'Illinois Republican Party. Il milita pour l'arrivée du train à Alton, qui donna naissance à l'Alton Railroad, et devint conseiller de nombreuses compagnies de chemin de fer, comme la chemins de fer de Cleveland, Cincinnati, Chicago et St. Louis. 
Le train Alton-Chicago ne passait pas à Gillespie, mais s'arrêtait dans des communes proches : Bunker Hill, Plainview, Macoupin et Carlinville. Toutefois, en 1851, le plan de la ville est réalisé, en amont de la construction de la ligne ferroviaire.

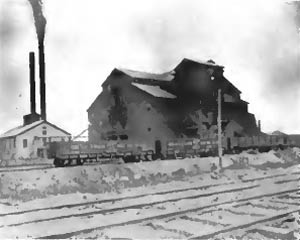
Mine de Charbon à Gillespie (Illinois), 1900 - Charles A. Walker.

#### La découverte du charbon
Dans les années 1880, des gisements de charbon bitumeux sont découverts dans le sol du comté de Macoupin. La région est située dans le gisement charbonnier de l'Illinois Basin, datant de l'ère primaire. En 1881, deux mines sont ouvertes à Gillespie et Dorsey. 
La mine de Gillespie, qui se situait en majorité sous la commune de East Gillespie et appartenant au township de Cahokia, fut active de 1881 à 1909. Elle était à une profondeur comprise entre 345 et 355 pieds (entre 105 m et 108 m), pour un filon d'une épaisseur de 6 à 8 pieds (1,84 m à 2,43 m).  
La mine de Dorsey, à l'est de la ville (aujourd'hui sur Walnut Street), fonctionnera entre 1881 et 1889 - pour une profondeur située entre 346 et 375 pieds (105,5 et 114,3 m), et une épaisseur de filon de 7,5 pieds (2,3 m).  
La Little Dog Mine démarra ses activités sous le nom de Liberty Mine en 1918, avec un filon à 105,8 m et d'une épaisseur de 2,3 m. Elle prit le nom de Perry Mine, lorsqu'elle passa sous le contrôle de la Perry Coal Company en 1941, puis prit son nom officiel en 1945 avec la récupération de la mine par la Little Dog Coal Company.  
D'autres mines s'implantèrent autour de Gillespie, sur les townships de Cohokia, de Gillespie et de Dorchester. Une section de lavage du charbon, la Superior Coal Washing Plant, était localisée à proximité.  
Cette découverte attire de nombreux migrants européens, qui participent au développement de la ville : la population passe de 432 habitants en 1880 à 5 111 en 1930.  
Le développement est continu, malgré l'incendie du 29 janvier 1905, qui détruisit le quartier économique de la ville. En 1890, la commune est connectée au réseau électrique. La route interurbaine électrique entre Springfield et Granite City, appartenant au réseau Illinois Terminal Railroad (ITC) et inaugurée en 1904, permit d'accroître l'attractivité de la ville. 

### Une ville qui périclite
À partir des années 1940, la population baisse continuellement, passant de 4 440 (recensement de 1940) à 3 319 en 2010. 
Le 3 mars 1956, l'activité d'une grande partie du réseau ITC est arrêtée, les pertes financières de ce transport étaient trop importantes, l'automobile dominant le secteur après la Seconde Guerre mondiale (la dernière section, le St. Louis-Granit City, s'arrêta en 1958). 
L'âge du charbon commence à prendre fin, laissant la place à l'âge du pétrole. La demande en charbon continue d'augmenter pendant quelque temps, mais les avancées technologiques vont entraîner un besoin décroissant de main-d'œuvre. Ensuite, le besoin en charbon diminuera au fur et à mesure des années, à cause de la pollution issue de son utilisation, renforçant le déclin des mines locales. 
En novembre 1968, la Little Dog Mine, principale mine de la ville, ferme définitivement, alors qu'elle fut rachetée par la Florida Coal Company of St. Louis l'année d'avant.

## Géographie

### Situation et cadre physique

#### Situation
Gillespie se situe dans le Midwest des États-Unis, sur des plaines fertiles - fertilité due au lœss issu de l'érosion de la période glaciaire. L'altitude de la commune est en moyenne de 202 m.
À proximité se trouvent les Lacs Gillespie (Gillespie Lakes), situés en dehors des limites de la ville, à 3 miles (4,8 km). Le plus petit, Old Gillespie Lake ou Gillespie Old City Lake, mesure 71 acres (28,7 ha) et profond en moyenne de 8,79 ft (2,68 m). Le New Gillespie Lake - ou New Gillespie Lake - mesure 196 acres (79,3 ha) et profond en moyenne de 10,93 ft (3,33 m).

#### Cadre physique
Le loess provient du socle rocheux (Pennsylvanian bedrock), composé de mudstone et de grès, des roches sédimentaires. Le dépôt de sédiment date de la période pennsylvanienne, entre 320 et 280 millions d'années, appelée "âge du charbon" en géologie. Une époque où la région était couverte d'une forêt tropicale, située à l'équateur, donnant naissance après des millions d'années au pétrole et au charbon du bassin de l'Illinois. 
La mine de Gillespie se situait à environ 300 pieds (91,44 m) du niveau de la mer, soit à 350 pieds (106 m) sous la ville.

### Climat
Le climat est de type continental humide : les étés sont humides, longs et chauds ; les hivers courts mais très froids, avec de la neige en quantité abondante et venteux.
La neige tombe sur plus de 4 mois, avec une moyenne annuelle de 56 cm. Pour l'ensemble des précipitations, il tombe 895 mm par mètre carré et par an.
Gillespie se situe dans la Tornado Alley, zone des États-Unis où l'activité des tornades est très importante. Pour la période de 1991 à 2010, l'Illinois avait une moyenne annuelle de tornades par 10 000 miles carrés (25 900 km²) de 9,7. Depuis 1950, 141 tornades ont été signalées dans un rayon de 30 miles (48,2 km).
| Mois                              | jan. | fév. | mars | avril | mai  | juin | jui. | août | sep. | oct. | nov. | déc. | année |
| --------------------------------- | ---- | ---- | ---- | ----- | ---- | ---- | ---- | ---- | ---- | ---- | ---- | ---- | ----- |
| Température minimale moyenne (°C) | −5   | −5   | −0,6 | 5     | 10,6 | 15,6 | 19,4 | 17,2 | 10,6 | 5    | 0    | −4,4 | 5,7   |
| Température moyenne (°C)          | −0,9 | 2    | 7,5  | 13,1  | 18,4 | 22,8 | 25   | 23,6 | 19,5 | 13,9 | 7,8  | 1,7  | 12,9  |
| Température maximale moyenne (°C) | 3,3  | 8,9  | 15,6 | 21,1  | 26,1 | 30   | 30,6 | 30   | 28,3 | 22,8 | 15,6 | 7,8  | 20    |

### Communes limitrophes
| Plainview   | Carlinville East Gillespie | Hornsby    |
| Royal Lakes | Gillespie                  | Litchfield |
| Wilsonville | Benld                      | Mt Olive   |

## Secteurs et quartiers
East Gillespie est considéré comme une commune à part (un lieu incorporé - incorporated place), malgré le nom et la proximité immédiate par rapport à Gillespie.  

## Population et société

### Démographie
| Année du Census (Recensement décennal) | Population |
| -------------------------------------- | ---------- |
| 1880                                   | 432        |
| 1890                                   | 948        |
| 1900                                   | 873        |
| 1910                                   | 2241       |
| 1920                                   | 4063       |
| 1930                                   | 5111       |
| 1940                                   | 4440       |
| 1950                                   | 4105       |
| 1960                                   | 3569       |
| 1970                                   | 3457       |
| 1980                                   | 3740       |
| 1990                                   | 3645       |
| 2000                                   | 3412       |
| 2010                                   | 3319       |
| 2018 (estimation)                      | 3045       |

Le recensement décennal a commencé en 1880, alors que l'État de l'Illinois a procédé au census depuis 1830.
Le village de Gillespie avait 432 habitants en 1880, représentant moins du tiers (30,4 %) de la population du township de Gillespie. Elle se développa avec la production de charbon, jusqu'à atteindre les 5 000 habitants en 1930 (5111).  
Avec la fermeture progressive des mines notamment, le solde migratoire devient négatif (mis à part dans les années 1970). Gillespie, comme le township, voit sa population partir vers les grands centres urbains à proximité (St Louis, Chicago) et la moyenne d'âge des habitants augmenter (2016 : 43 ans, 2017 : 43,4 ans).  
La population en 2018 est estimée à 3 045 habitants.  
| Census                       | 2010   | 2010        | 2000   | 2000        |
| Population par tranche d'âge | Nombre | Pourcentage | Nombre | Pourcentage |
| ---------------------------- | ------ | ----------- | ------ | ----------- |
| 0 à 4 ans                    | 263    | 7,92 %      | 198    | 5,80 %      |
| 5 à 17 ans                   | 579    | 17,45 %     | 597    | 17,50 %     |
| 18 à 64 ans                  | 1981   | 59,69 %     | 2025   | 59,35 %     |
| Plus de 65 ans               | 496    | 14,94 %     | 592    | 17,35 %     |

#### Revenu et salaire médian
Le revenu médian annuel d'un foyer à Gillespie est de 40 236 $ en 2017, largement inférieure au revenu médian aux États-Unis au cours de la même année (61 937 $). Le revenu médian annuel d'une famille est, quant à elle, de 48 990 $ (70 850 $ au niveau national).
Un peu plus du quart des femmes de 25-34 ans (25,3 %), selon le rapport American Community Survey (ACS) 5-year Estimate du US Census Bureau, vivent au-dessous du seul de pauvreté. 11,5 % des hommes de la même tranche d'âge sont dans la même situation.  

#### Ethnicité
En 2017, 95,8 % de la population appartient au groupe ethnique "Blanc", 2,92 % d'origine asiatique et 0,754 % de métis "Two or More Races".
| Profil démographique              | 2000    | 2010    |
| --------------------------------- | ------- | ------- |
| Afro-Américains ou noirs          | 0,15 %  | 0,32 %  |
| Amérindiens (Alaskiens inclus)    | 0,21 %  | 0,48 %  |
| Asiatiques                        | 0,12 %  | 0,18 %  |
| Blancs                            | 98,56 % | 97,53 % |
| Hawaïen                           | 0,06 %  | 0 %     |
| Autre groupe ethnique             | 0,15 %  | 0,45 %  |
| Métis (de 2 ou groupes ethniques) | 0,59 %  | 1,21 %  |

### Religion
En 2015, 53,4 % des habitants étaient affiliés à une religion.
Le christianisme est la religion dominante de la population locale. Différentes confessions sont représentées : catholiques (16,1 %), baptistes (11,1 %), luthériens (8,8 %), méthodistes (5,9 %), presbytériens (3,0 %), pentecôtistes (2,0 %), mormons (0,2 %) et épiscopaliens (0,1 %). Les 6,1 % restants sont issus d'autres confessions chrétiennes.
Les lieux de culte de Gillespie sont :
- United Methodist Church ;
- First Baptist Church ;
- Zion Evangelical Lutheran Church ;
- Saints Simon and Jude Church ;
- Canna Community Church ;
- Trinity Baptist Church ;
- First Christian Church.

Deux presbytères (Parsonages) sont effectifs : Zion Evangelical Parsonage et United Methodist Parsonage.
Deux cimetières se situent dans la commune : le principal, Gillespie City Cemetery, et le cimetière catholique, Holy Cross Catholic Cemetery.

### Criminalité et sécurité
Le Gillespie Police Department est dirigé par le chef Jared DePoppe,. 
Chaque semaine, dans le média local The BenGil Post, est rapporté les infractions et les interventions de la police locale.

## Administration

### Organisation municipale[29]
| Poste                                                     | Personnalité         |
| --------------------------------------------------------- | -------------------- |
| Ville de Gillespie                                        |                      |
| Maire (Mayor)                                             | John Hicks           |
| Secrétaire municipal (City Clerk)                         | Frances Smith        |
| Trésorier (Treasurer)                                     | Dan Fisher           |
| Première circonscription de Gillespie (Gillespie Ward 1)  |                      |
| Conseiller municipal (Alderman)                           | Dona Rauzi           |
| Conseiller municipal                                      | Jerry Dolliger       |
| Deuxième circonscription de Gillespie (Gillespie Ward 2)  |                      |
| Conseiller municipal                                      | Frank Barrett        |
| Conseiller municipal                                      | Rick Fulton          |
| Troisième circonscription de Gillespie (Gillespie Ward 3) |                      |
| Conseiller municipal                                      | David Tucker         |
| Conseiller municipal                                      | Vacant               |
| Quatrième circonscription de Gillespie (Gillespie Ward 4) |                      |
| Conseiller municipal                                      | Wendy Elaine Rolando |
| Conseiller municipal                                      | Vacant               |

### Politique nationale

#### Historique des votes à Gillespie, depuis 1936, pour les présidentielles
Gillespie, comme l'État de l'Illinois, a élu majoritairement des démocrates à la présidence, sauf en 2016 où le candidat républicain Donald Trump a obtenu près de 56 % des suffrages. 
| Date de l'élection | Candidat élu à Gillespie (président/vice-président) | Parti           | Score local | Candidat élu au niveau national | Parti             | Vote populaire |
| ------------------ | --------------------------------------------------- | --------------- | ----------- | ------------------------------- | ----------------- | -------------- |
| 1936               | Franklin D. Roosevelt / John N. Garner              | Parti démocrate | 59,55 %     | Franklin D. Roosevelt           | Parti démocrate   | 60,82 %        |
| 1940               | Franklin D. Roosevelt / Henry A. Wallace            | Parti démocrate | 61,03 %     | Franklin D. Roosevelt           | Parti démocrate   | 54,74 %        |
| 1944               | Franklin D. Roosevelt / Harry S. Truman             | Parti démocrate | 57,38 %     | Franklin D. Roosevelt           | Parti démocrate   | 53,39 %        |
| 1948               | Harry S. Truman / Alben W. Barkley                  | Parti démocrate | 59,96 %     | Harry S. Truman                 | Parti démocrate   | 49,55 %        |
| 1952               | Adlai Stevenson / John Sparkman                     | Parti démocrate | 62,78 %     | Dwight D. Eisenhower            | Parti républicain | 55,20 %        |
| 1956               | Adlai Stevenson / Estes Kefauver                    | Parti démocrate | 60,02 %     | Dwight D. Eisenhower            | Parti républicain | 57,37 %        |
| 1960               | John F. Kennedy / Lyndon B. Johnson                 | Parti démocrate | 63,34 %     | John F. Kennedy                 | Parti démocrate   | 49,72 %        |
| 1964               | Lyndon B. Johnson / Humbert Humphrey                | Parti démocrate | 73,49 %     | Lyndon B. Johnson               | Parti démocrate   | 61,05 %        |
| 1968               | Humbert Humphrey / Edmund Muskie                    | Parti démocrate | 57,37 %     | Richard Nixon                   | Parti républicain | 43,42 %        |
| 1972               | George McGovern / Sargent Shriver                   | Parti démocrate | 48,77 %     | Richard Nixon                   | Parti républicain | 60,67 %        |
| 1976               | Jimmy Carter / Walter Mondale                       | Parti démocrate | 59,27 %     | Jimmy Carter                    | Parti démocrate   | 50,08 %        |
| 1980               | Jimmy Carter / Walter Mondale                       | Parti démocrate | 47,75 %     | Ronald Reagan                   | Parti républicain | 50,75 %        |
| 1984               | Walter Mondale / Geraldine Ferraro                  | Parti démocrate | 55,07 %     | Ronald Reagan                   | Parti républicain | 58,77 %        |
| 1988               | Michael Dukakis / Lloyd Bentsen                     | Parti démocrate | 58,68 %     | George H. W. Bush               | Parti républicain | 53,37 %        |
| 1992               | Bill Clinton / Al Gore                              | Parti démocrate | 60,77 %     | Bill Clinton                    | Parti démocrate   | 43,01 %        |
| 1996               | Bill Clinton / Al Gore                              | Parti démocrate | 65,05 %     | Bill Clinton                    | Parti démocrate   | 49,24 %        |
| 2000               | Al Gore / Joseph Lieberman                          | Parti démocrate | 62,86 %     | George W. Bush                  | Parti républicain | 47,87 %        |
| 2004               | John Kerry / John Edwards                           | Parti démocrate | 62,40 %     | George W. Bush                  | Parti républicain | 50,73 %        |
| 2008               | Barack Obama / Joe Biden                            | Parti démocrate | 65,28 %     | Barack Obama                    | Parti démocrate   | 52,93 %        |
| 2012               | Barack Obama / Joe Biden                            | Parti démocrate | 56,71 %     | Barack Obama                    | Parti démocrate   | 51,06 %        |

##### Élections présidentielles de 2016
Lors des élections présidentielles de 2016, le Parti républicain a largement remporté le scrutin à Gillespie, comme dans le comté de Macoupin. C'est la première fois que le Parti républicain acquiert la majorité des voix, depuis l'archivage des résultats des scrutins pour le comté de Macoupin, en 1936. 
| Candidats (président/vice-président) | Parti                     | Nombre de votes à Gillespie | Pourcentage de votants à Gillespie | Nombre de votes à Macoupin County | Pourcentage de votants à Macoupin County |
| ------------------------------------ | ------------------------- | --------------------------- | ---------------------------------- | --------------------------------- | ---------------------------------------- |
| Donald Trump / Mike Pence            | Parti républicain         | 1018                        | 55,93 %                            | 14322                             | 63,96 %                                  |
| Hillary Clinton / Tim Kaine          | Parti démocrate           | 675                         | 37,09 %                            | 6689                              | 29,87 %                                  |
| Gary Johnson / Bill Weld             | Parti libertarien         | 95                          | 5,22 %                             | 934                               | 4,17 %                                   |
| Jill Stein / Ajamu Baraka            | Parti vert                | 12                          | 0,66 %                             | 247                               | 1,10 %                                   |
| Evan McMullin / Mindy Finn           | Indépendants              | 0                           | 0,00 %                             | 26                                | 0,12 %                                   |
| Darrell Castle / Scott Bradley       | Parti constitutionnaliste | 0                           | 0,00 %                             | 5                                 | 0,02 %                                   |
| Tom Hoefling                         | America's Party           | 0                           | 0,00 %                             | 0                                 | 0,00 %                                   |
| Laurence Kotlikoff / Edward Leamer   | Indépendants              | 0                           | 0,00 %                             | 0                                 | 0,00 %                                   |
| Joseph Allen Maldonado               | Indépendant               | 0                           | 0,00 %                             | 0                                 | 0,00 %                                   |
| Marshall Roy Schoenke                | Write-in                  | 0                           | 0,00 %                             | 0                                 | 0,00 %                                   |
| Laio Morris                          | Write-in                  | 0                           | 0,00 %                             | 0                                 | 0,00 %                                   |
| JoAnn Breivogel                      | Write-in                  | 0                           | 0,00 %                             | 0                                 | 0,00 %                                   |
| Roy Wayne Tyree                      | Write-in                  | 0                           | 0,00 %                             | 0                                 | 0,00 %                                   |
| Cherunda Lynn Fox                    | Write-in                  | 0                           | 0,00 %                             | 0                                 | 0,00 %                                   |

#### Historique des votes à Gillespie, depuis 1936, pour les élections au Sénat des États-Unis
Lors des élections des sénateurs de classe II et de classe III, Gillespie a choisi une seule fois, depuis 1936, un candidat républicain - Charles H. Percy (Classe II) en 1972, définissant la commune comme un bastion démocrate. 
| Date de l'élection | Candidat élu à Gillespie | Parti             | Score local | Candidat élu pour l'Illinois | Parti             |
| ------------------ | ------------------------ | ----------------- | ----------- | ---------------------------- | ----------------- |
| 1936               | James H. Lewis           | Parti démocrate   | 49,73 %     | James H. Lewis               | Parti démocrate   |
| 1940               | James M. Slattery        | Parti démocrate   | 52,68 %     | Charles W. Brooks            | Parti républicain |
| 1942               | Raymond S. McKeough      | Parti démocrate   | 48,88 %     | Charles W. Brooks            | Parti républicain |
| 1948               | Paul H. Douglas          | Parti démocrate   | 63,48 %     | Paul H. Douglas              | Parti démocrate   |
| 1954               | Paul H. Douglas          | Parti démocrate   | 69,42 %     | Paul H. Douglas              | Parti démocrate   |
| 1960               | Paul H. Douglas          | Parti démocrate   | 68,16 %     | Paul H. Douglas              | Parti démocrate   |
| 1966               | Paul H. Douglas          | Parti démocrate   | 59,08 %     | Charles H. Percy             | Parti républicain |
| 1972               | Charles H. Percy         | Parti républicain | 51,23 %     | Charles H. Percy             | Parti républicain |
| 1978               | Alex Seith               | Parti démocrate   | 59,29 %     | Charles H. Percy             | Parti républicain |
| 1984               | Paul Simon               | Parti démocrate   | 64,89 %     | Paul Simon                   | Parti démocrate   |
| 1990               | Paul Simon               | Parti démocrate   | 75,57 %     | Paul Simon                   | Parti démocrate   |
| 1996               | Richard J. Durbin        | Parti démocrate   | 67,68 %     | Richard J. Durbin            | Parti démocrate   |
| 2002               | Richard J. Durbin        | Parti démocrate   | 70,48 %     | Richard J. Durbin            | Parti démocrate   |
| 2008               | Richard J. Durbin        | Parti démocrate   | 76,24 %     | Richard J. Durbin            | Parti démocrate   |
| 2014               | Richard J. Durbin        | Parti démocrate   | 58,15 %     | Richard J. Durbin            | Parti démocrate   |

| Date de l'élection | Candidat élu à Gillespie | Parti           | Score local | Candidat élu pour l'Illinois | Parti             |
| ------------------ | ------------------------ | --------------- | ----------- | ---------------------------- | ----------------- |
| 1938               | Scott W. Lucas           | Parti démocrate | 57,43 %     | Scott W. Lucas               | Parti démocrate   |
| 1944               | Scott W. Lucas           | Parti démocrate | 56,28 %     | Scott W. Lucas               | Parti démocrate   |
| 1950               | Scott W. Lucas           | Parti démocrate | 63,20 %     | Scott W. Lucas               | Parti démocrate   |
| 1956               | Richard Stengel          | Parti démocrate | 60,10 %     | Everett Dirksen              | Parti républicain |
| 1962               | Sidney R. Yates          | Parti démocrate | 61,29 %     | Everett Dirksen              | Parti républicain |
| 1970               | Adlai Stevenson III      | Parti démocrate | 72,04 %     | Adlai Stevenson III          | Parti démocrate   |
| 1974               | Adlai Stevenson III      | Parti démocrate | 72,79 %     | Adlai Stevenson III          | Parti démocrate   |
| 1980               | Alan J. Dixon            | Parti démocrate | 60,70 %     | Alan J. Dixon                | Parti démocrate   |
| 1986               | Alan J. Dixon            | Parti démocrate | ?           | Alan J. Dixon                | Parti démocrate   |
| 1992               | Carol Moseley-Braun      | Parti démocrate | 67,68 %     | Carol Moseley-Braun          | Parti démocrate   |
| 1998               | Carol Moseley-Braun      | Parti démocrate | 49,21 %     | Peter G. Fitzgerald          | Parti républicain |
| 2004               | Barack Obama             | Parti démocrate | 77,08 %     | Barack Obama                 | Parti démocrate   |
| 2010               | Alexi Giannoulias        | Parti démocrate | 51,44 %     | Mark S. Kirk                 | Parti républicain |

##### Élections sénatoriales de 2016 (classe III)
Pour l'élection au Sénat des États-Unis de 2016, c'est une candidate démocrate, Tammy Duckworth, qui fut élue à une large majorité.
| Candidat        | Parti             | Nombre de votes à Gillespie | Pourcentage de votants à Gillespie | Nombre de votes à Macoupin County | Pourcentage de votants à Macoupin County |
| --------------- | ----------------- | --------------------------- | ---------------------------------- | --------------------------------- | ---------------------------------------- |
| Tammy Duckworth | Parti démocrate   | 1024                        | 60,29 %                            | 10 264                            | 46,82 %                                  |
| Mark Kirk       | Parti républicain | 670                         | 36,52 %                            | 10 550                            | 48,13 %                                  |
| Kenton McMillen | Parti libertarien | 52                          | 2,03 %                             | 695                               | 3,17 %                                   |
| Scott Summer    | Parti vert        | 23                          | 0,87 %                             | 385                               | 1,76 %                                   |
| Chad Koppie     | Write-in          | 0                           | 0,00 %                             | 3                                 | 0,01 %                                   |
| Jim Brown       | Write-in          | 0                           | 0,00 %                             | 0                                 | 0,00 %                                   |
| Susana Sandoval | Write-in          | 0                           | 0,00 %                             | 0                                 | 0,00 %                                   |

## Économie
L'économie locale est aujourd'hui en majorité issu du secteur tertiaire, avec la santé et l'assistance sociale (15,3 %), le commerce de détail (14,8 %), la restauration (13,3 %) et l'éducation (11,8 %).
L'emploi est dans une situation de décroissance, passant de 1460 employés en 2016 à 1340 employés en 2017.

## Voies de communication et transports

### Réseau routier
Gillespie est traversée par deux axes, la Illinois Route 16 (IL 16, entre Hardin et Paris) et la Illinois Route 4 (IL 4, entre Springfield et Murphysboro).
Au sein de la ville, la IL 16 se compose de la Brodway Street et se partage, avec la IL 4, East Elm Street, se séparant de nouveau à la limite entre Gillespie et East Gillespie. Quant à l'IL 4, elle se compose de North Macoupin St., South Macoupin St., Wine Pine St., Jersey St. et Staunton Road.

## Tourisme

### Piste Pontiac et U.S. Route 66

#### Piste Pontiac et SBI 4 (1915-1926)
Au début du XXe siècle, l'automobile prit une place de plus en plus importante dans le secteur des transports. Mais les voies de communication étaient en mauvais état et sales, la terre étant la seule surface de la route, ce qui donnait naissance par temps de pluie à des ornières et autres pièges pour voitures.
En 1915, la Pontiac Trail ou Piste Pontiac, du nom du chef des indiens Ottawa, fut créée par des privés et sponsorisée par B.F. Goodrich. Elle était promue comme une route avec une surface solide. Elle reliait Chicago et Saint-Louis. Le gouvernement de l'Illinois prit le relais et créa, sur le tracé de la piste, la State Bond Issue Route 4 - ou SBI 4 - après l'émission d'une obligation en 1916. Le gouvernement fédéral apporta également de fonds la même année, une partie de l'enveloppe nationale de 75 millions de dollars sur 5 ans, pour l'amélioration des routes du pays.
Entre 1921 et 1924, la Route 4 est pavée dans son ensemble. Le 11 novembre 1926, une grande partie de la SBI 4 est intégrée dans l'U.S. Route 66.

#### U.S. Route 66 (1926-1930)
Dans le cadre des circuits de tourisme sur la U.S. Route 66, Gillespie possède des lieux rappelant cette époque.

##### Michelle's Pharmacy Mural
La fresque peinte sur la pharmacie Michelle's représente l'écusson mythique de la Route 66, entouré par :
- à gauche, une illustration de l'ancien Drugstore Dippolds, où les enfants achetaient du soda à la fontaine et qui est remplacé aujourd'hui par la pharmacie ;
- immédiatement à droite, une peinture de voiture bleue des années 1920 et un message de bienvenue "Welcome to Gillespie Illinois" ;
- à droite de la fresque, une représentation d'une statue de Doughboy, emblème du soldat américain de la Première Guerre Mondiale, qui était présente dans la rue du drugstore et est aujourd'hui disparue.

##### Former Service Station
Datant des années 1920, il s'agit d'une bâtisse aux briques rouges, avec trois piliers supportant un auvent à l'architecture typique des stations services de l'époque.
Elle est située à l'intersection où l'ancienne Route 66 intègre la ville par le sud, sur South Macoupin Street.

### Principaux sites touristiques et événements locaux

#### Sites touristiques
- Illinois Coal Museum : musée sur l'industrie du charbon dans la région[75] ;
- Les Gillespie Lakes : deux lacs situés au nord-ouest de la ville, avec un camping[76] et des accès pour bateaux - afin de pêcher notamment la barbue de rivière et l'achigan à grande bouche[77],[78] ;
- Canna Theatre : Situé au 110 E. Chestnut Street, ce cinéma a été ouvert en 1921 sous le nom de "Pert Theater". Il fut renommé plusieurs fois : New Pert (1928-1929), Lyric Theater (1930-1953), Canna (1956-?), Lyric (?-2003). En 2003, il fut cédé à la ville et reprit le nom de Canna. La capacité a été réduite à 252 sièges, par rapport aux 603 places disponibles en 1928. En 2007, il rouvrit ses portes et les referma en 2016. Le cinéma devait de nouveau rouvrir durant l'été 2017, à la suite de son achat par de nouveaux investisseurs[79] ;
- Post Office Mural : peinte par Gustaf Dahlstrom en 1936, cette huile sur toile est intitulée "Illinois Farm". C'est une commande du département du Trésor et de sa section consacrée aux arts (Section of Fine Arts), située dans le bureau de poste de la ville[80] ;
- Coal Miner Silhouette : Représentant un mineur muni de son casque et de sa pioche, il rend hommage des "gueules noires" qui ont travaillé dans les mines du voisinage (Little Dog mine, Superior Mines) et ont donné parfois leurs vies, par les accidents ou les maladies issues de ce travail ("Black Lung" ou anthracose, silicose)[81].

#### Événements locaux
Un festival de deux à trois jours, les Black Diamond Days, a lieu chaque année le premier week-end du mois de juin. Il se compose d'un carnaval, de parades, de tournois sportifs et musicaux, de concerts et de diverses expositions - en lien avec l'histoire charbonnière de la commune.

## Éducation
Gillespie possède 3 écoles publiques, réunies sous le terme Gillespie Community Unit School District 7. 
- Ben-Gil (pour Benlt et Gillespie) Elementary School ;
- Gillespie Middle School ;
- Gillespie High School.

## Autres
L'acteur et chanteur, Howard Keel, qui a joué dans la série Dallas entre 1981 et 1991, est né en 1919 à Gillespie.
Comme média local, The BenGil Post est un média sur le Net, géré par la communauté de Gillespie et de Benld.